# Mirsad Bektić
Mirsad Bektić (Srebrenica, 16 febbraio 1991) è un artista marziale misto statunitense di origine bosniaca.
Combatte nella divisione dei pesi piuma per l'organizzazione statunitense UFC. In passato ha militato anche nelle promozioni Titan FC e VFC.
Per i ranking ufficiali dell'UFC è il contendente numero 13 nella divisione dei pesi piuma.

## Caratteristiche tecniche
Con un buon background nel pugilato, Bektić è un lottatore che predilige il combattimento in piedi. Dotato di grande resistenza alla fatica, ha tuttavia dimostrato anche discrete abilità nella lotta libera.

## Carriera nelle arti marziali miste

### Ultimate Fighting Championship
Era in procinto di affrontare Arnold Allen l'8 ottobre 2016 all'evento UFC 204, ma quest'ultimo viene sostituito da Russell Doane a causa di un infortunio. Bektić otterrà una vittoria tramite sottomissione alla prima ripresa.

## Risultati nelle arti marziali miste
| Risultato | Record | Avversario       | Metodo                           | Evento                                 | Data              | Round | Tempo | Città                       | Note                                                        |
| --------- | ------ | ---------------- | -------------------------------- | -------------------------------------- | ----------------- | ----- | ----- | --------------------------- | ----------------------------------------------------------- |
| Sconfitta | 13-4   | Damon Jackson    | Sottomissine (guillotine choke)  | UFC Fight Night: Covington vs. Woodley | 19 settembre 2020 | 3     | 1:21  | Las Vegas, Stati Uniti      |                                                             |
| Sconfitta | 13-3   | Dan Ige          | Decisione (non unanime)          | UFC 247: Jones vs. Reyes               | 8 febbraio 2020   | 3     | 5:00  | Houston, Stati Uniti        |                                                             |
| Sconfitta | 13-2   | Josh Emmett      | KO tecnico (pugni)               | UFC Fight Night: de Randamie vs. Ladd  | 13 luglio 2019    | 1     | 4:25  | Sacramento, Stati Uniti     |                                                             |
| Vittoria  | 13-1   | Ricardo Lamas    | Decisione (non unanime)          | UFC 225: Whittaker vs. Romero 2        | 9 giugno 2018     | 3     | 5:00  | Chicago, Stati Uniti        |                                                             |
| Vittoria  | 12-1   | Godofredo Pepey  | KO tecnico (pugno al corpo)      | UFC on Fox: Jacaré vs. Brunson 2       | 27 gennaio 2018   | 1     | 2:47  | Charlotte, Stati Uniti      | Performance of the Night                                    |
| Sconfitta | 11-1   | Darren Elkins    | KO (pugni e calcio alla testa)   | UFC 209: Woodley vs. Thompson 2        | 4 marzo 2017      | 3     | 3:19  | Las Vegas, Stati Uniti      |                                                             |
| Vittoria  | 11-0   | Russell Doane    | Sottomissione (rear-naked choke) | UFC 204: Bisping vs. Henderson 2       | 8 ottobre 2016    | 1     | 4:22  | Manchester, Inghilterra     |                                                             |
| Vittoria  | 10-0   | Lucas Martins    | KO tecnico (pugni)               | UFC Fight Night: Condit vs. Alves      | 30 maggio 2015    | 2     | 0:30  | Goiânia, Brasile            |                                                             |
| Vittoria  | 9-0    | Paul Redmond     | Decisione (unanime)              | UFC on Fox: Gustafsson vs. Johnson     | 24 gennaio 2015   | 3     | 5:00  | Stoccolma, Svezia           | Incontro catchweight, Redmond ha mancato il taglio del peso |
| Vittoria  | 8-0    | Chas Skelly      | Decisione (maggioritaria)        | UFC on Fox: Werdum vs. Browne          | 19 aprile 2014    | 3     | 5:00  | Orlando, Stati Uniti        |                                                             |
| Vittoria  | 7-0    | Joe Pearson      | KO tecnico (pugni)               | VFC 41                                 | 14 dicembre 2013  | 1     | 1:32  | Ralston, Stati Uniti        |                                                             |
| Vittoria  | 6-0    | Nick Macias      | KO tecnico (pugni)               | RFA 7: Thatch vs. Rhodes               | 22 marzo 2013     | 1     | 1:57  | Broomfield, Stati Uniti     |                                                             |
| Vittoria  | 5-0    | Doug Jenkins     | Decisione (unanime)              | RFA 5: Downing vs. Rinaldi             | 30 novembre 2012  | 3     | 5:00  | Kearney, Stati Uniti        |                                                             |
| Vittoria  | 4-0    | Willie Mack      | KO tecnico (pugni)               | Titan FC 22                            | 25 maggio 2012    | 2     | 0:27  | Kansas City, Stati Uniti    | Debutto nei pesi leggeri                                    |
| Vittoria  | 3-0    | Cody Carrillo    | Sottomissione (rear-naked choke) | Titan FC 21                            | 2 marzo 2012      | 3     | 3:12  | Kansas City, Stati Uniti    |                                                             |
| Vittoria  | 2-0    | Derek Rhoads     | KO tecnico (pugni)               | VFC 36                                 | 15 ottobre 2011   | 1     | 1:31  | Council Bluffs, Stati Uniti |                                                             |
| Vittoria  | 1-0    | Shane Hutchinson | Sottomissione (pugni)            | VFC 35                                 | 30 luglio 2011    | 1     | 0:31  | Council Bluffs, Stati Uniti |                                                             |